# Humanics

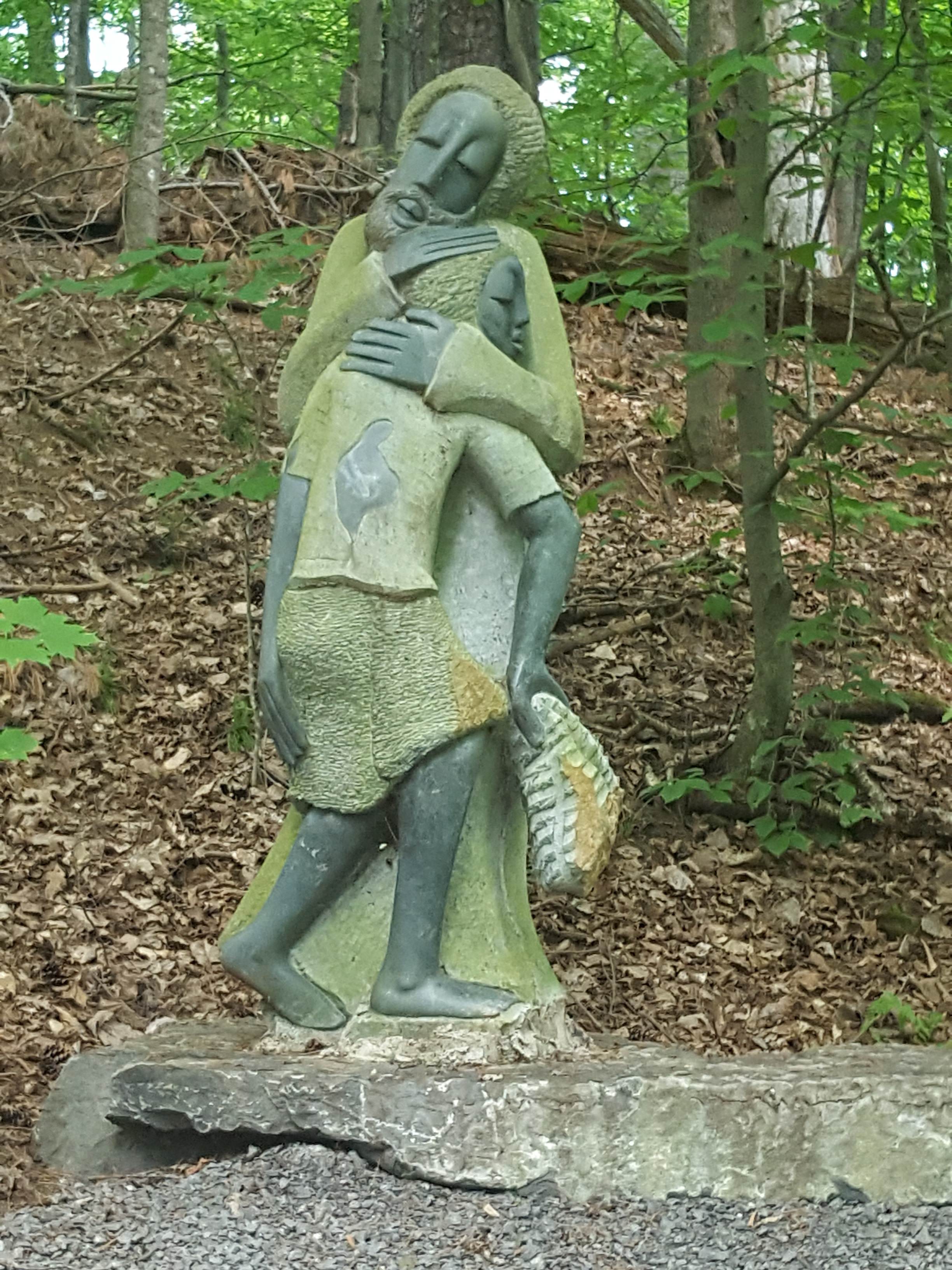
Повернення блудного сина (ділянка «Християнство»)

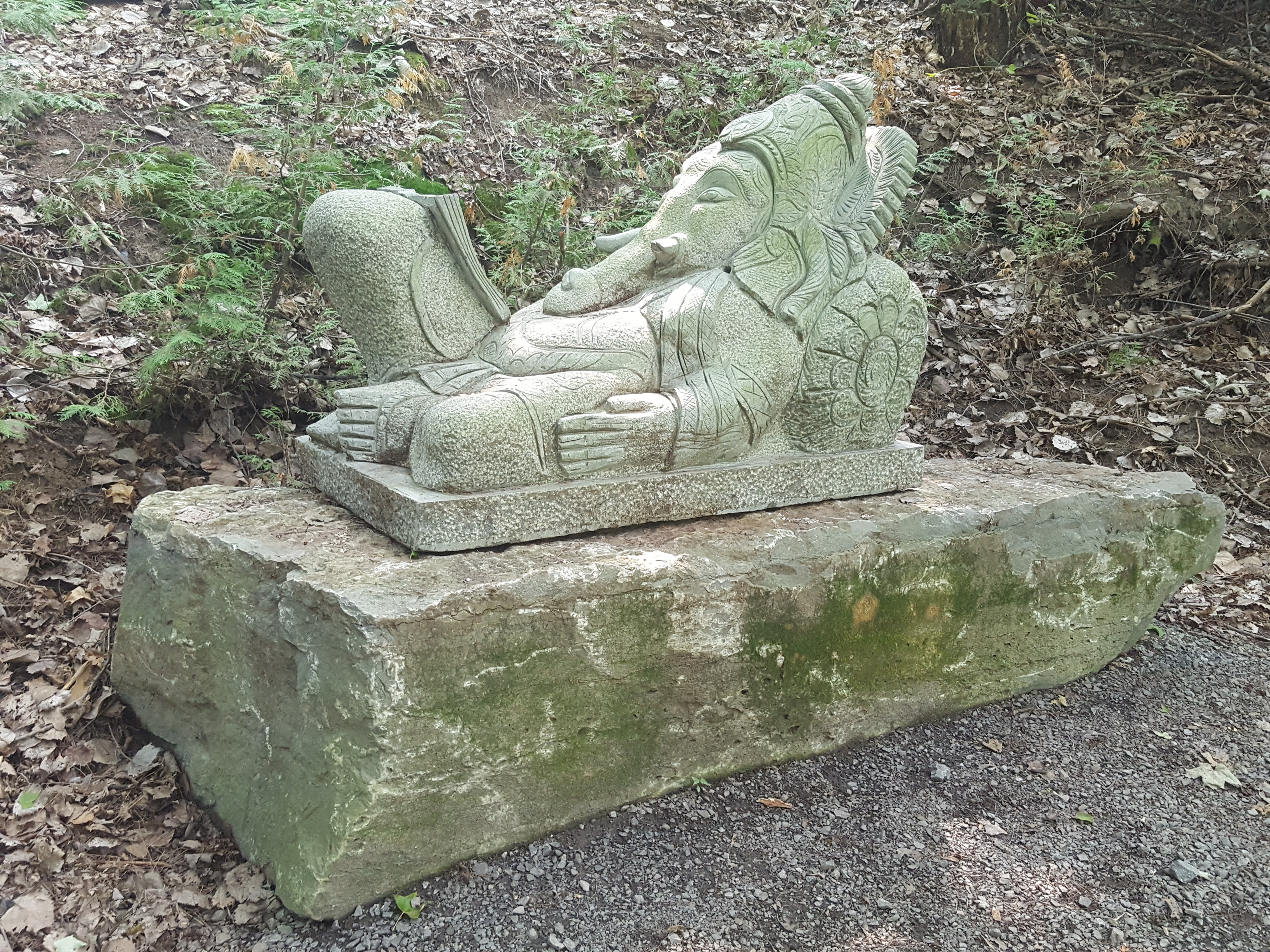
Ганеш, бог з головою слона та хоботом-лінгамом (ділянка «Індуїзм»)

Заповідник та парк скульптур Humanics (англ. Humanics Sanctuary and Sculpture Park) — пам'ятка канадської столиці м. Оттава.
Є приватним ландшафтним парком, де розташовані скульптури, що символізують культові фігури, ключові події або абстрактні концепції, пов'язані з більшістю релігій, міфологій та етичних навчань світу. Парк є некомерційною організацією та вартість його відвідування досить низька.

## Історія
Парк заснував у липні 2017 р. доктор Ранджит Перера на спеціально викупленій для цієї мети ділянці в муніципалітеті Камберленд (східне передмістя м. Оттава, що адміністративно входить до складу міста) за адресою 3468 Old Montreal Road.
При відкритті був присутній прем'єр-міністр Джастін Трюдо, прем'єр-міністр провінції Онтаріо Кейтлін Вінн, мер Оттави Джим Уотсон та інші почесні гості .
З того часу засновник на свої кошти та на пожертвування продовжує встановлювати в ньому нові тематичні скульптури.

## Скульптури
В даний час в парку існують такі ділянки:
- Area A Oneness of Reality (Єдиність реальності)
- Area B Human Dignity and Respect (Людська гідність та повага)
- Area C Connectedness (Сполученість)
- Area D Buddhism (Буддизм)
- Area E Hinduism (Індуїзм)
- Area F Christianity (Християнство)
- Area G Human Responsibility (Людська відповідальність)
- Area H Confucianism (Конфуціанство)
- Area I Judaism (Юдаїзм)
- Area J Aboriginal / Indigenous Spirituality (Духовність аборигенів: інуїти та інші корінні народи Канади та інших регіонів Американського континенту)
- Area K Zoroastrianism (Зороастризм)
- Area L Taoism and Shintoism (Даосизм та синтоїзм)
- Area M Jainism (Джайнізм)
- Area N Sikhism (Сикхізм)
- Area O Bahá'í Faith (Бахаїзм)
- Area P Islam (Іслам)

Ділянка H, а також ділянки K-P поки що лише заплановані на відкриття.
Частина скульптур замовлена безпосередньо у аборигенних майстрів (або в Африці) та перевезена до Канади.
Відвідувач у середньому проводить у парку 1-1,5 години.